# Гиймен, Софи
Софи Гиймен (англ. Sophie Guillemin, род. 1 декабря 1977 года) — французская актриса и режиссер. 

## Биография
Будучи подающей надежды актрисой, Софи Гиймен надеялась заработать карманные деньги, претендуя на второстепенные роли в кино. Она случайно наткнулась на  Седрика Кана, который последние два года искал главную героиню своего фильма «Эннуи». Эта роль принесла ей номинацию на премию Сезар в 1999 году в категории Лучшая женская роль.
Очень быстро она перешла к съемкам в фильмах: «Свершившийся факт» с Гадом Эльмалехом, «Ира моя любовь» Жанны Лабрюн с Натали Байе, «Кот-де-филь» с Клементиной Селари и «Любит — не любит», где она сыграла лучшую подругу Одри Тоту, а также «Гарри — друг, который желает вам добра». В этом фильме, вышедшем на экраны в 2000 году, она играет подружку Серджи Лопеса, за роль в котором она снова будет номинирована на премию Сезар за лучшую женскую роль будущего года.
Отказавшись от некоторых ролей, которые ей предлагают режиссеры, Гиймен предпочла отказаться от обнаженных сцен на экране. Она приняла ислам в возрасте 22 лет и стала носить платок. Позже она заявила: Тот факт, что я начала носить платок, вызвал бурную реакцию вокруг меня, особенно в киноиндустрии. Ходило много сплетен. Говорили, что это отец моей дочери помешал мне работать, или что я переехала в Саудовскую Аравию, что я ходила на кастинги в платке и т.д. На улице взгляды людей были очень неприятными. В 2002 году она прекратила сниматься в кино. После рождения своего первого ребенка она постепенно вновь обрела силу и вернулась на съемочные площадки.
В 2008 году она снялась в нескольких фильмах, в том числе «Офисный клерк», «Гамины» и «Кот-кошка». В последующие годы она регулярно играла, например, в роли Кристель в фильме «Летиция Массон» и в роли девушки Жерара Депардье в фильме Жана Беккера «Тет-а-тет во фриче».
В 2011 году Софи Гильмен перешла по другую сторону камеры и сняла свой первый короткометражный фильм, написала к нему сценарий и спродюсировала: «Эссентиэль Феминин» с Габриэль Лазур, Шамси Шарлезья, Седриком Идо и Мари Денарнод. Это бурлескная комедия, в которой молодой человек связывает воедино катастрофические сентиментальные злоключения, пока не встречает взгляд зрелой женщины и не понимает, что главное не во внешности, а во внутренней красоте. Фильм, спродюсированный совместно с Elkin Communication, демонстрируется в кинотеатрах (сеть RADI) и в сериале Orange Cinema.
Софи Гиймен также сыграла в театральной постановке «Монологи вагины» режиссера Изабель Ратье с Женевьевой Казиль и Маимумой Гайе в театре Мишель.
Она родила своего второго ребенка в 2013 году, а затем попробовала свои силы в экспериментальном фильме с Филиппом Гранрие в фильме «Несмотря на ночь» (2014), вместе с Ариан Лабед и Полем Хэми. В 2016 году она сняла свой второй короткометражный фильм «Столкновения». В 2018 году она работала над своим первым полнометражным фильмом «Черная Нана».